# 贝弗
贝弗（荷蘭語：Bever，荷蘭語發音：[ˈbeːvər] ⓘ，法語發音：[bjevɛn]）是比利时弗拉芒大区弗拉芒布拉班特省哈勒-维尔福德区的一个语言便利市镇，位于弗拉芒布拉班特、东佛兰德、埃诺三省交界处，面积19.78平方千米，人口2,204人（2018年1月1日）。贝弗是弗拉芒社群的一部分，当地居民多数使用荷蘭語，少数使用法语，市政部门为使用法语的少数人士提供语言便利。

## 地名
该地名“Bever”为荷兰语名，其另有法语别名“Biévène”，《世界地名译名词典》误将“Bever”当作法语名而误译作“伯韦”。